# Wilhelm Anderson
Pour les articles homonymes, voir Anderson.
Wilhelm Robert Karl Anderson (28 octobre 1880, Minsk, Belarus - 26 mars 1940, Meseritz) est un astrophysicien estonien (germano-balte) qui étudie les structures physiques des étoiles.

## Biographie
Wilhelm Anderson nait à Minsk dans une famille d'origine allemande. Ses jeunes frères Oskar Anderson et Walter Anderson sont respectivement un mathématicien et un folkloriste bien connus. Anderson passe une partie de son enfance à Kazan, où son père, Nikolai Anderson est professeur universitaire de langues finno-ougriennes.
Entre 1910 et 1920, il travaille en tant qu'enseignant en physique à Samara et à Minsk. Avec son frère Walter, il s'installent à Tartu (Estonie) en 1920. À l'Université de Tartu, il obtient un master en 1923 puis un doctorat en 1927. Au début 1940, il émigre en Allemagne, où il décéde peu de temps après, dans un sanatorium à Meseritz.
Anderson est probablement connu avant tout pour son travail sur la limite de masse des étoiles de type Naines blanches (1929, Tartu), qui est connu depuis, sous le nom de masse de Chandrasekhar. L'équation Stoner-Anderson est un résultat de la correspondance entre Anderson et Edmund Stoner. Cette équation prit ensuite leurs noms accolés.

## Sélection de travaux scientifiques
- (de) Über die Existenzmöglichkeit von kosmischem Staube in der Sonnenkorona. Zeitschrift für Physik 28, Berlin, 1924.
- (de) Über die Grenzdichte der Materie und der Energie. Zeitschrift für Physik 56, Berlin, 1929.